# William of Cornhill
William of Cornhill († 19. August 1223) war ein englischer Geistlicher. Als Beamter und Höfling stieg er unter König Johann Ohneland zum Bischof von Coventry auf.

## Herkunft
William of Cornhill entstammte einer Londoner Kaufmannsfamilie. Mehrere Mitglieder der Familie stiegen im Dienst der angevinischen Könige zu wichtigen Beamten auf. William war vermutlich ein Neffe, vielleicht sogar ein Sohn von Reginald of Cornhill, einem engen Vertrauten von König Johann Ohneland.

## Karriere als königlicher Beamter und als Geistlicher
William of Cornhill schlug eine geistliche Laufbahn ein, bevor er ab etwa 1204 häufig als königlicher Beamter erwähnt wird, der vor allem im Schatzamt tätig war. Zur Belohnung für seine Dienste erhielt er 1205 vom König das Rektorat von Maidstone in Kent. Als Rektor von Maidstone übergab er um 1207 dem Erzbischof von Canterbury ein Gut in Maidstone, das ab 1348 zum erzbischöflichen Palast ausgebaut wurde. 1206 wurde Cornhill Verwalter der vakanten Diözese Winchester und der Abtei Malmesbury, danach übernahm er diese Aufgaben während der Vakanz der Diözese Lincoln. Am 30. Juni 1207 wurde er Archidiakon von Huntingdon und erhielt eine Pfründe in Chichester. Vermutlich für diese beiden Ämter zahlte er dem König eine Gebühr von 500 Mark, doch seinen Aufstieg verdankte er wohl vor allem seiner Verwandtschaft mit Reginald of Cornhill. 1207 diente er als Steuerschätzer bei der Erhebung der Steuer des Dreizehnten in Lincolnshire. 1208 war er königlicher Richter, dazu wurde er als Nachfolger von Hubert de Burgh und Peter des Roches Royal Chamberlain. Als wichtiger Höfling gehörte er damit zum engen Gefolge des Königs. Nachdem der Papst wegen des Streits mit dem König über die Einsetzung von Stephen Langton als Erzbischof von Canterbury im März 1208 über England das Interdikt verhängen ließ, diente Cornhill als Verwalter der Besitzungen der exilierten Geistlichen aus der Diözese Lincoln. Erst nachdem sich der König 1213 dem Papst unterworfen hatte, wurde das Interdikt aufgehoben.

## Bischof von Coventry

### Wahl zum Bischof
Die Diözese Coventry war seit Oktober 1208 vakant gewesen, nachdem Bischof Geoffrey de Muschamp gestorben war. Die 1208 erfolgte Wahl des königlichen Günstlings Walter de Gray wurde vom päpstlichen Legaten Pandulf abgelehnt. Als neuer Kandidat wurde wohl durch Einflussnahme des Königs Cornhill vorgeschlagen. Vor dem 9. Juli 1214 wurde Cornhill von den Mönchen von Coventry Abbey und dem Kathedralkapitel von Lichfield zum Bischof gewählt. Legat Pandulf akzeptierte diese Wahl, und nachdem Cornhill am 20. Oktober 1214 die Temporalien der Diözese übergeben worden waren, legte er seine anderen geistlichen Ämter nieder. Am 25. Januar 1215 wurde er von Erzbischof Langton in Reading zum Bischof geweiht. Für die Feier seiner Weihe schenkte ihm der König reichlich Wildbret aus Windsor Forest.

### Unterstützer des Königs
Auch als Bischof blieb Cornhill ein treuer Unterstützer des Königs, gegen dessen Herrschaft sich in England eine mächtige Adelsopposition gebildet hatte. Vergeblich versuchte Cornhill, durch Verhandlungen die City of London und die walisischen Fürsten zur Unterstützung des Königs zu bewegen. Schließlich gehörte er zu den Ratgebern, die Johann im Juni 1215 zur Anerkennung der Magna Carta rieten. Danach verließ er England, um in Rom am Vierten Laterankonzil teilzunehmen. In England kam es trotz der Anerkennung der Magna Carta zum offenen Krieg der Barone gegen den König. Nach seiner Rückkehr nach England unterstützte Cornhill König Johann bis zu dessen plötzlichen Tod im Oktober 1216. Anschließend nahm er am 28. Oktober an der provisorischen Krönung von Johanns Sohn Heinrich III. in Gloucester teil. Den neuen Regentschaftsrat unterstützte er nach Ende des Kriegs der Barone als Baron of the Exchequer.

### Wirken als Bischof
Über Cornhills Tätigkeit als Bischof ist wenig bekannt. Dies liegt sicher auch daran, dass während seiner Amtszeit die bischöflichen Urkunden noch nicht auf Rolls archiviert wurden, wie es beispielsweise schon in der Diözese Lincoln geschah. Dem Kathedralkapitel von Lichfield gewährte Cornhill das Recht, selbst seinen Dekan zu wählen. Angeblich soll Cornhill durch die auf dem Laterankonzil beschlossenen Regeln zur Kirchenverwaltung so beeinflusst worden sein, dass er nach seiner Rückkehr nach England für seine Diözese Statuten, die Constitutiones cuiusdam episcopi erlassen hat. Diese Constitutiones zählen zu den ältesten bekannten englischen Diözesanstatuten, doch nach Auffassung des Historikers C. R. Cheney wurden diese Statuten nicht für die Diözese Coventry, sondern eher von Bischof Hugh Foliot für die Diözese Hereford erlassen. Im September 1221 erlitt Cornhill während eines Gottesdienstes einen Schlaganfall, nach dem er nicht mehr sprechen konnte. Er starb fast zwei Jahre später und wurde in der Kathedrale von Lichfield beigesetzt.